# Auerbach no Alto Palatinado
Auerbach no Alto Palatinado (em alemão:  Auerbach in der Oberpfalz) é uma cidade da Alemanha localizado no distrito de Amberg-Sulzbach, região administrativa do Alto Palatinado, estado de Baviera.